# Џими Хауард
Џејмс Расел Хауард III (енгл. James Russell Howard III — Сиракјус, 26. март 1984) професионални је амерички хокејаш на леду који игра на позицији голмана.
Члан је сениорске репрезентације Сједињених Држава за коју је на међународној сцени дебитовао на светском првенству 2012. године. Две године касније био је део олимпијског тима Сједињених Држава на Зимским олимпијским играма 2014. године у Сочију, где су Американци освојили 4. место. За репрезентацију је наступао и на светском првенству 2017. године.
Учествовао је на улазном драфту НХЛ лиге 2003. где га је као 64. пика у другој рунди одабрала екипа Детроит ред вингса. Пре него што је заиграо у професионалној конкуренцији одиграо је три сезоне у колеџ лиги за екипу Универзитета Мејн. Професионалну каријеру започиње у сезони 2005/06. у АХЛ лиги као играч екипе Гранд Рапид грифонси, филијали Ред вингса. Иако је у сетони 2007/08. када је екипа из Детроита освојила трофеј Стенли купа Хауард одиграо свега 4 утакмице у лигашком делу сезоне, менаџмент клуба је одлучио да и Хауарду додели прстен намењен победнику овог такмичења.